# Cat (isola)
Cat è un'isola che si trova nel centro dell'arcipelago delle Bahamas, di cui costituisce anche un distretto. Vanta con i 63 metri sul livello del mare del Monte Alvernia il punto di massima elevazione del Paese. Il monte è sormontato sulla cima da un monastero chiamato The Hermitage.
I primi coloni europei arrivati sull'isola furono i lealisti fuggiti durante la rivoluzione americana nel 1783.
Storicamente l'isola fondò la sua fortuna economica sulle piantagioni di cotone. Oggi un'importante voce dell'economia è la raccolta della corteccia di cascarilla, che viene esportata in Italia, dove è utilizzata prevalentemente nel campo farmaceutico, dei profumi e nella produzione di Campari.
La popolazione dell'isola di Cat è di 1 647 abitanti (al censimento del 2000). I principali insediamenti sono Arthur's Town, Orange Creek, e Port Howe.
L'isola è servita dagli aeroporti di New Bight Airport e Arthur's Town Airport.
Nel 1731 il naturista inglese Mark Catesby, nel suo The natural history of Carolina, identificava in Cat l'isola del primo sbarco di Cristoforo Colombo.